# ATSC Klagenfurt
ATSC Klagenfurt est un club autrichien de volley-ball fondé en 1979 et basé à Klagenfurt, évoluant pour la saison 2019-2020 en 1. Bundesliga Damen.

## Palmarès
- Championnat d'Autriche
  - Finaliste : 2004, 2005, 2007, 2008, 2009, 2015[3]2018.
- Coupe d'Autriche
  - Vainqueur : 1992, 2004, 2007.
  - Finaliste :2005, 2006, 2011, 2014, 2015[4]2019.